# タデウシュ・シェリゴフスキ
タデウシュ・シェリゴフスキ（ポーランド語: Tadeusz Szeligowski, 1896年9月13日 - 1963年1月10日）は、ポーランドの作曲家。
オーストリア＝ハンガリー帝国のレンベルク（現在のウクライナ・リヴィウ）出身。幼いころより母からピアノを学び、現地の音楽院でヴィレーム・クルツらについて学んだ。その後クラクフのヤギェウォ大学で1918年から1922年まで法律を、1921年から1928年まで音楽学と作曲を学び、博士号を取得した。その間、1923年にビリニュスに出て、1925年から1927年までビリニュス音楽院で音楽史を講義した。1929年よりパリに出て、ナディア・ブーランジェとポール・デュカスに師事した。1931年に帰国し、ポズナン音楽院で音楽理論と作曲を教えた。第二次世界大戦中はビリニュスの教会でオルガニストを務めた。1945年からルブリン音楽院の教授となり、1947年にはポズナンオペラアカデミーの学長となった。またポズナン管弦楽団を指揮し、1951年から1954年までポーランド作曲家連盟の議長を務めた。

## 主な作品
- 管弦楽のための協奏曲（1930）
- ピアノ協奏曲（1941）
- ノクターン（1947）
- 喜劇的序曲（1952）
- 4つのポーランド舞曲（1954）

## 文献
- Zofia, Lissa; Rise of scholars, Tadeusz Szeligowski, PWM, Kraków 1957
- Rozmowy "Movement Music". Says Tadeusz Szeligowski, Movement Music 1959
- Podhajski, Marek; Tadeusz Szeligowski: counterpoint studies with Nadia Boulanger, Res Fact No. 8, PWM, Kraków 1977
- Szantruczek, Tadeusz; Compose... and die. The thing about Tadeusz Szeligowski, Ars Nova, Poznan 1997
- Szeligowski, Tadeusz; (biography), in: Encyclopedia of Music, ed. by A. Chodkowski, OWN, Warsaw 2001, p. 866
- Szeligowski, Tadeusz; (biography), in: M. Hanuszewska B. Schaeffer, Polish Almanac of contemporary composers, PWM, Kraków 1982, p. 263-265
- Szeligowski, Tadeusz; Studies and Memories, edited by F. Wozniak, Pomerania, Bydgoszcz 1987
- Szeligowski, Tadeusz; Around the author and his works, ed. by T. Brodniewicz, J. Kempinski, J. Tatar, Ars Nova, Poznan 1998
- Szeligowski, Tadeusz; The 10th anniversary of the composer's death, the materials of the scientific session, Academy of Music, Gdańsk 1973